# 杰茜卡·罗伯茨
杰茜卡·罗伯茨（英語：Jessica Roberts，1999年4月11日—），英国女子自行车运动员，2019年欧洲运动会女子麦迪逊赛金牌得主和女子团体追逐赛银牌得主、2022年世界场地自行车锦标赛女子捕捉赛铜牌得主。